# MG3
MG3 är en tysk kulspruta som bygger på den tidigare MG 42 men som använder den modernare kalibern 7,62 × 51 mm NATO. Vapnet används monterat på fordon, i luftvärnslavett eller som infanterivapen. MG3 har även exporterats till flera länder, bland annat Norge och Danmark.
Sverige använder MG3 med uppborrad rekylförstärkare under namnet Kulspruta 94. Ksp 94 används uteslutande som sekundärbeväpning på Stridsvagn 122 eftersom de är byggda med detta vapen. Inledningsvis fanns problem med för hög eldhastighet då de svenska patronerna är kraftigare laddade än de tyska, vilket löstes genom att rekylförstärkarens diameter ökades från 10mm till 13mm.

## Källor

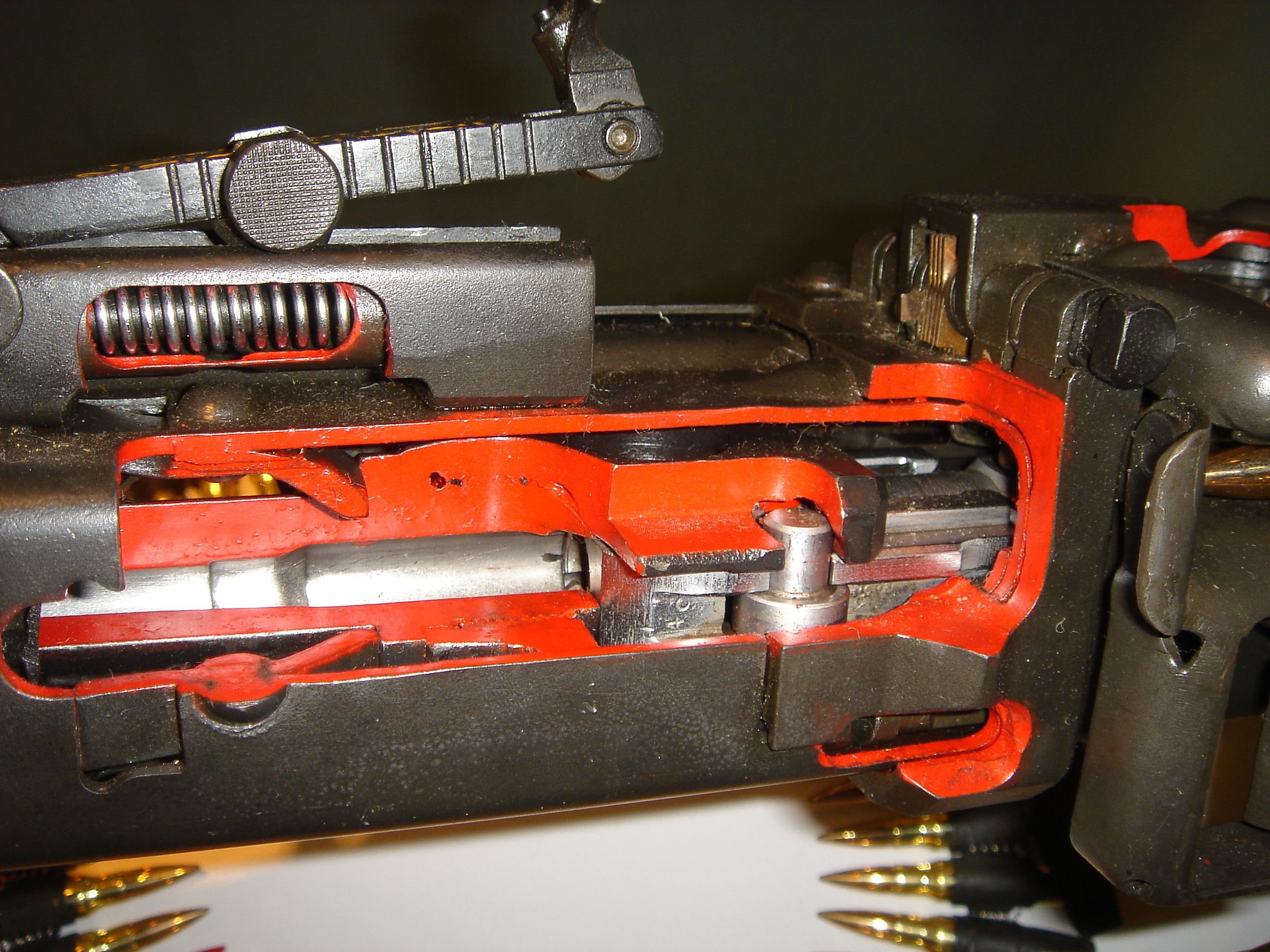
Halvreglat slutstycke med låsrullar som förutom MG 3 även används i MG 42 och Ak 4.